# برنامه ریزی مشارکتی

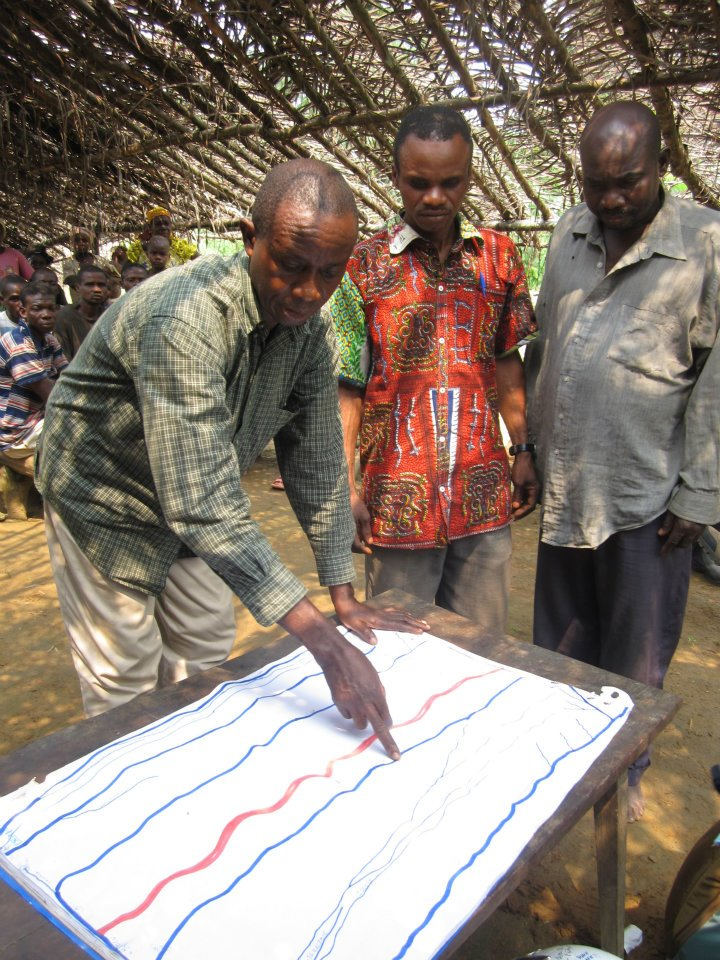
جامعه ای که درگیر یک پروژه برنامه ریزی مشارکتی است.

برنامه ریزی مشارکتی (شهرسازی مشارکتی) یک الگوی برنامه ریزی شهری است که بر مشارکت کل جامعه در فرآیند برنامه ریزی جامعه تاکید دارد. برنامه ریزی مشارکتی در پاسخ به رویکردهای متمرکز و خِردگرا که کار برنامه ریزی شهری اولیه را تعریف می کرد، پدیدار شد.
این الگو به‌طور همزمان در زمینه برنامه‌ریزی شهری سنتی و توسعه جامعه بین‌المللی به یک الگوی تأثیرگذار تبدیل شده است. 
هیچ چارچوب نظری واحدی یا مجموعه ای از روش‌های عملی وجود ندارد که برنامه ریزی مشارکتی را تشکیل دهد. این یک الگوی گسترده است که شامیبسش  ل یک دامنه وسیع از نظریه‌ها و رویکردها می‌شود. به طور کلی، به نظر می رسد که در طول فرآیند برنامه‌ریزی، تخصص فنی را با ترجیحات و دانش اعضای جامعه ادغام می کند.
ساختن توافق و تصمیم‌گیری جمعی معمولاً مورد تأکید قرار می‌گیرد و گنجاندن گروه‌های به‌طور سنتی به حاشیه رانده شده‌اند در فرآیند برنامه‌ریزی نیز معمولاً اولویت دارد. 

## پیشینه

### سنت برنامه ریزی منطقی
قبل از دهه 1970، برنامه ریزی جامعه عموماً به روشی از بالا به پایین توسط متخصصان آموزش دیده هدایت می شد.  برنامه‌ریزی اجتماعی مدرن در اواخر قرن نوزدهم و اوایل قرن بیستم به عنوان شهرداری‌ها و برنامه‌ریزان شهری توسعه یافت، که شروع به ایجاد برنامه‌های اجتماعی متمرکز و جامع مانند طرح باغ‌شهر ابنزر هاوارد کردند.در این عصر، الگوی برنامه ریزی خردگرا ، الگوی غالب در برنامه‌ریزی شهری بود.  بر اساس این مدل، برنامه‌ریزان حرفه‌ای مجموعه‌ای از اهداف تعیین‌شده برای یک پروژه را شناسایی می‌کنند، به طور منطقی مجموعه‌ای از گزینه‌ها را برای دستیابی به آن اهداف ارزیابی می‌کنند و سپس بر این اساس برنامه‌ای را ایجاد و اجرا می‌کنند.
در این مدل‌های برنامه‌ریزی خردگرا، فضای کمی برای مشارکت عمومی وجود داشت. درحالی که نخستین برنامه‌ریزان شهری در مورد موضوعات مشترک چشم انداز و کار بحث می‌کنند، شهرساز مؤثر پیتر هال می‌گوید: «به نظر می‌رسد که دیدگاه آنها برنامه‌ریز به‌عنوان حاکم دانای کل بوده است، که باید اشکال جدید سکونت‌گاهی را بدون دخالت یا سؤال ایجاد کند. پیچیدگی‌های برنامه‌ریزی در یک دموکراسی مشارکتی که افراد و گروه‌ها نظرات خود را، که اغلب در تناقض است، درباره آنچه باید رخ دهد دارند، همه این‌ها در کار این پیشگامان وجود ندارد.»
رویکرد خردگرایانه به برنامه‌ریزی اغلب در طول برنامه‌های نوسازی شهری در اواسط قرن بیستم به کار گرفته شد. بر اساس این برنامه‌ها، مناطق وسیعی در شهرهای بزرگ که اغلب توسط افراد فقیرتر و رنگین پوستان اشغال می‌شد، تخریب شد و طرح جدیدی برای این منطقه طراحی و اجرا شد.  این برنامه‌های نوسازی شهری انتقادهای گسترده‌ای را برانگیخته‌اند که آن‌ها را متهم به تخریب جوامع قابل دوام با تاریخ طولانی و جابجایی افراد سیاه‌پوست و فقیر به دیگر بخش‌های محروم شهر کرده است. 

### ظهور برنامه ریزی مشارکتی
در دهه‌های 1960 و 70، موج فزاینده‌ای از پاسخ‌های انتقادی به این رویکردهای خردگرا سنتی وجود داشت.  دانشمندان روش‌های برنامه‌ریزی سنتی را به عنوان غیردموکراتیک که پاسخگو به نیازهای جامعه نبود را مورد انتقاد قرار دادند. جین جیکوبز در کتاب بسیار تأثیرگذار خود در سال 1961 ، مرگ و زندگی شهرهای بزرگ آمریکا ، استدلال کرد که روش‌های برنامه‌ریزی متمرکز با دانش واقعی زندگی در یک شهر ارتباطی ندارد.  در سال 1969، شری آرنشتاین مقاله ای برجسته با عنوان نردبان مشارکت شهروندان نوشت تا گونه شناسی اشکال مختلف مشارکت شهروندان در برنامه های شهرداری را ایجاد کند و رویکردهایی که مشارکت کمتری در برنامه ریزی شهری داشتند را نقد کند. در دهه 1970 مجموعه ای از نظریه پردازان برجسته برنامه ریزی مدل های جایگزینی از برنامه ریزی شهری را پیشنهاد کردند که ماهیت مشارکتی بیشتری داشتند. در میان آنها می توان به مدل برنامه ریزی تعاملی جان فریدمن ،  مدل برنامه ریزی حمایتی پل دیویدوف و لیندا دیویدوف، و نظریه برنامه ریزی رادیکال استفان گرابو و آلن هسکین اشاره کرد. این مدل‌ها چرخش نظری گسترده‌تری را به سمت الگوی برنامه‌ریزی مشارکتی‌تر تشکیل می‌دهند که بر برنامه‌ریزی شهری مدرن بسیار تأثیرگذار بوده است.
در همان دوره، مشارکت به طور فزاینده‌ای به محوریت سیاست و عملکرد برنامه‌ریزی تبدیل شد. در سال 1961، کارل لین ، معمار منظر، اولین مرکز طراحی اجتماعی را در فیلادلفیا راه‌اندازی کرد.  مراکز طراحی اجتماعی سازمان‌هایی هستند که برای ارائه تخصص برنامه‌ریزی به جوامع حاشیه‌نشین فعالیت می‌کنند. این مدل‌های برنامه‌ریزی مشارکتی مردمی گسترده شدند و اغلب برای مبارزه با پروژه‌های بزرگ نوسازی شهری سازماندهی می‌شوند. در میانه دهه ۱۹۶۰، دولت فدرال به انتقادات گسترده درباره تجدیدساخت شهری واکنش نشان داد و برنامه شهرهای نمونه و برنامه اقدام اجتماعی را راه‌اندازی کرد. این دو برنامه بخشی از انجمن بزرگ لیندون ب. جانسون بودند و تمرکز زیادی بر مشارکت اجتماعی داشتند. قانون ایجاد هر دو برنامه شامل زبانی بود که «حداکثر مشارکت ممکن اعضای گروه‌ها و مناطقی را که باید به آنها خدمات داده شود» را می‌طلبید.  این برنامه ها بسیار تأثیرگذار بودند و چرخشی مهم به سوی دیدگاه مشارکتی تر برنامه ریزی شهری را رقم زدند.

## ابزار/روش ها
برنامه های برنامه ریزی مشارکتی طیف وسیعی از روش ها و ابزارها را به منظور تسهیل مشارکت عمومی در فرآیند برنامه ریزی شهری به کار می گیرند. از دهه 1960، برنامه‌های برنامه‌ریزی بر طیف وسیعی از ابزارها مانند همه پرسی ، گروه‌های متمرکز ، کنفرانس‌های اجماع ، کمیته‌های مشاوره شهروندان، جلسات شنیداری عمومی و نظرسنجی افکار عمومی به منظور تسهیل مشارکت عمومی متکی بوده‌اند. علاوه بر این، برخی از دست اندرکاران برنامه ریزی از رویکردهای جامع تری برای برنامه ریزی مشارکتی استفاده می کنند، مانند ارزیابی مشارکتی روستایی. در سال‌های اخیر، رسانه‌های اجتماعی و سایر ابزارهای دیجیتال، به ویژه، برنامه‌ریزی شهری مشارکتی را تحول بخشیده‌اند. چندین سازمان مختلف این روش‌های برنامه‌ریزی مشارکتی را در کار خود ادغام کرده‌اند، سازمان‌هایی که یا پروژه‌های گسترده‌تری از برنامه‌ریزی جامعه‌ای انجام می‌دهند یا به برنامه‌ریزی هدفمندی می‌پردازند، مانند مدیریت جنگل،  کاهش خطر بلایای طبیعی، و مدیریت سنگ‌نگاره‌های باستانی انجام می‌دهند. 

### ارزیابی مشارکتی روستایی
ارزیابی مشارکتی روستایی یک روش پیشرو در برنامه ریزی مشارکتی است که اغلب در زمینه توسعه جامعه بین المللی به کار می رود. ارزیابی مشارکتی روستایی به شدت از کار پائولو فریره و ایده او در مورد آگاهی انتقادی و همچنین ادغام رهبری دموکراتیک، پویایی گروه ، یادگیری تجربی ، اقدام پژوهشی و نظریه سیستم‌های باز توسط کورت لوین استفاده می‌کند.  PRA در مدل‌های مرتبط یادگیری و اقدام مشارکتی (PLA) و تحقیقات مشارکتی مبتنی بر جامعه (CBPR) اصلاح و بازتعریف شده است.رابرت چمبرز، یکی از عملکردکنندگان اولیه مهم ارزیابی مشارکتی روستایی، یک فهرست از روش‌ها و تکنیک‌های خاصی که مرکز روش گسترده از ارزیابی مشارکتی روستایی است را مشخص می‌کند که شامل موارد زیر است، اما به این موارد محدود نمی‌شود:
- مصاحبه های نیمه ساختار یافته
- نقشه برداری و مدل سازی مشارکتی
- خطوط زمانی و تحلیل روند و تغییر
- پیاده‌روی های عرصه‌ای
- تجزیه و تحلیل استفاده از زمان روزانه
- نمودارهای سازمانی
- امتیازدهی و رتبه بندی ماتریس
- ارائه ها و تحلیل های مشترک
- تاریخ شفاهی و زندگینامه قومی [۲۰]

### برنامه ریزی الکترونیکی مشارکتی
سازمان های برنامه ریزی مشارکتی از طیف وسیعی از ابزارهای دیجیتالی برای افزایش و سازماندهی مشارکت عمومی در فرآیند برنامه ریزی استفاده می کنند. مشارکت الکترونیکی به طور فزاینده ای در برنامه های خدمات عمومی مورد استفاده قرار گرفته است، زیرا فناوری های اطلاعات و ارتباطات به طور گسترده در دسترس قرار گرفته اند.  برنامه ریزی الکترونیکی از ابزارها و تکنیک های مشارکت الکترونیکی در زمینه برنامه ریزی شهری استفاده می کند. آن را می‌توان به عنوان "یک شیوهٔ اجتماعی-فرهنگی، اخلاقی و سیاسی که آفلاین و آنلاین در فازهای همپوشان دوره برنامه‌ریزی و تصمیم‌گیری، با استفاده از ابزارهای دیجیتال و غیردیجیتال، انجام می‌شود" تعریف کرد. تحقیقات برنامه‌ریزی مشارکتی الکترونیکی به طور کلی بر ترکیب شکل‌های مشارکت با فرآیندهای موجود حکومتی و برنامه‌ریزی شهری تمرکز دارد. برخی از برنامه‌های مشارکتی برنامه‌ریزی الکترونیکی شامل استفاده از ابزارهای دیجیتالی نسبتاً ساده مانند پرسشنامه‌های آنلاین، نظرسنجی‌ها برای دانستن نظرات شهروندان است. برنامه‌های دیگر از فناوری‌های اطلاعات و ارتباطات استفاده کرده‌اند که برای استفاده روزمره طراحی شده‌اند - مانند رسانه‌های اجتماعی جریان اصلی - که به منظور جستجوی ورودی‌های عمومی گسترده‌تر و بازتر می‌باشد. اغلب، عموم به وسیله رسانه‌های اجتماعی با برنامه‌ریزان در تعامل هستند، حتی اگر نظراتشان به صورت مستقیم درخواست نشده باشد، نشان می‌دهد که برنامه‌ریزی الکترونیکی قدرت توسعه برنامه‌ریزی مشارکتی از پایین به بالا را دارد. سایر فرآیندهای برنامه ریزی مشارکتی از فناوری های دیجیتال موجود مانند واقعیت مجازی و بازی های تعاملی  به منظور تقویت مشارکت استفاده کرده اند. علاوه بر این، ابزارهای دیجیتال خاصی به طور خاص برای تقویت مشارکت عمومی در برنامه ریزی شهری طراحی شده اند.

#### سیستم های اطلاعات جغرافیایی مشارکتی
سیستم‌های اطلاعات جغرافیایی مشارکتی (GIS) ابزاری گسترده برای برنامه‌ریزی الکترونیکی مشارکتی هستند. GIS سنتی ابزارهای رایانه ای هستند که طیف گسترده ای از اطلاعات مرجع جغرافیایی را سازماندهی می کنند. این اطلاعات به طور کلی سازماندهی شده و بر روی یک نقشه کامپیوتری نمایش داده می شود. از دهه 1990 تلاش‌های گسترده‌ای برای توسعه سیستم‌های GIS مشارکتی صورت گرفته است.  این سیستم‌ها بسیار متنوع هستند، در طیف وسیعی از زمینه‌ها اعمال می‌شوند و راه‌های مختلفی را برای جلب مشارکت عمومی، مانند مدل‌سازی سه‌بعدی مشارکتی، در خود جای داده‌اند.  اغلب، دست اندرکاران برنامه ریزی مشارکتی با استفاده از یک برنامه GIS نقشه تعاملی مفصلی از یک جامعه ایجاد می کنند و سپس ورودی عمومی را با استفاده از نقشه تعاملی به عنوان ابزاری برای تقویت مشورت سازنده تر بین برنامه ریزان و اعضای جامعه تسهیل می کنند. چندین برنامه ر‌یزی نرم‌افزار مشارکتی GIS را با صفحات لمسی تعاملی بزرگ ترکیب کرده اند، بنابراین گروه بزرگی از سهامداران می توانند در اطراف یک نقشه تعاملی بایستند و آن را دستکاری کنند تا ورودی خود را ارائه دهند. فناوری GIS همچنین با انواع دیگر فناوری اطلاعات و ارتباطات مانند سامانه پشتیبانی تصمیم ادغام شده است تا رابط‌های متنوعی برای تسهیل مشارکت عمومی ایجاد کند.  

## چارچوب نظری
برنامه ریزی مشارکتی یک الگوی گسترده است و نظریه واحد و کاملاً تعریف شده ای نیست. طیف وسیعی از محققان، نظریه پردازان و برنامه ریزان شهری از مدل های نظری متفاوتی حمایت کرده اند که بر مشارکت شهروندان در فرآیند برنامه ریزی تاکید دارند. در مجموع، این نظریه ها الگوی برنامه ریزی مشارکتی را تشکیل می دهند. چند مورد از تأثیرگذارترین چارچوب های نظری در اینجا شرح داده شده است.

### برنامه ریزی غیر سلسله مراتبی
در سال 1965، کریستوفر الکساندر مقاله ای بسیار تأثیرگذار با عنوان شهر درخت نیست منتشر کرد که بعداً در کتابی به همین نام گسترش یافت. در این مقاله، او علیه شیوه‌های برنامه‌ریزی جریان اصلی که شهرها را با مدل‌های سلسله مراتبی بسیار ساده‌شده نشان می‌داد، استدلال کرد. در آن مدل‌ها، سیستم‌ها یا نواحی کوچک در شهرها به‌عنوان زیرمجموعه‌هایی از سیستم‌ها و مناطق بزرگ‌تر در نظر گرفته می‌شدند، که به نوبه خود به‌عنوان زیربخش‌هایی از سیستم‌ها و مناطق بزرگ‌تر، در مدلی شبیه به یک درخت تصور می‌شدند. الکساندر استدلال کرد که درک این مدل‌ها آسان است، اما واقعیت شهرها را منعکس نمی‌کنند، که در آن سیستم‌ها و جوامع مختلف به روش‌های پیچیده و با تداخل زیادی با هم تعامل دارند. الکساندر پیشنهاد داد که برنامه‌ریزان شهری باید به جای ساختار سلسله مراتبی، در یک ساختار "نیمه شبکه‌ای" غیر سلسله مراتبی به شهر فکر کنند. الکساندر تاکید می‌کند که این مدل‌های جدید نیازمند جایگیری برنامه‌ریزان درک‌های بسیار پیچیده‌تری از شهر هستند و برنامه‌ریزان دشواری دارند که به طور کامل تمام تعاملات و ساختارهای پیچیده‌ای که در این دیدگاه نیمه شبکه‌ای وجود دارد را درک کنند. 
محققان دیگر از این انتقاد استفاده کردند تا رویکردهای مشارکتبی‌تر و غیر سلسله مراتبی در برنامه ریزی را استدلال کنند. محققان استدلال کردند که مدل‌های غیر سلسله مراتبی شهر بسیار پیچیده‌تر از آن هستند که بتوان آن‌ها را از طریق یک فرآیند متمرکز درک یا طراحی کرد، بنابراین باید بر ورودی و دیدگاه طیف وسیعی از مردم تکیه کرد.  این درک غیر سلسله مرای از نحوه عملکرد شهرها، زمینه را برای الگوی برنامه ریزی مشارکتی فراهم کرد.

### نردبان مشارکت شهروندان آرنشتاین

^{نردبان مشارکت شهروندان آرنشتاین}

شری آرنشتاین در پاسخ به شکاف دائمی بین خواسته‌های جوامع محلی و رویکردهای عقل‌گرایانه سنتی در برنامه‌ریزی، مقاله خود را به نام نردبان مشارکت شهروندان در سال 1969 نوشت تا "گفتگوی روشنگرانه تر را تشویق کند". نردبان گونه شناسی سطوح مختلف مشارکت شهروندان در برنامه های دولتی است.
او هشت شکل مختلف مشارکت را توصیف می‌کند که در سه دسته طبقه‌بندی شده‌اند: عدم مشارکت، مشارکت نمایشی، و درجات قدرت شهروندی. او طرفدار این است که پروژه‌های دولتی و فرآیندهای برنامه‌ریزی باید شامل اشکال مشارکت شهروندان باشد که او در پله‌های بالاتر نردبان قرار می‌دهد. حمله انتقادی او بر نظریه و عمل جاری مشارکت شهروندان در برنامه‌ریزی شهری و برنامه‌های دولتی بسیار تأثیرگذار شده است و بخش بسیار مهمی از پارادایم برنامه‌ریزی مشارکتی است.برنامه‌های برنامه‌ریزی مشارکتی سطوح و اشکال متنوعی از مشارکت را در خود جای می‌دهند، اما عموماً از نقد محوری آرنشتاین از برنامه‌هایی استفاده می‌کنند که هیچ نقشی برای ورودی شهروندان ندارند یا فقط مشارکت نمادین را در بر می‌گیرند.

### مدل‌های برنامه ریزی مشارکتی
در الگوی برنامه ریزی مشارکتی، چندین مدل نظری به صراحت تعریف شده است که برنامه ریزی مشارکتی چگونه باید باشد. نوع مشارکتی که این مدل ها خواستار آن هستند متفاوت است، اما همه آنها بر مشارکت به عنوان جزء مرکزی یک رویکرد خوب طراحی شده برای برنامه ریزی تاکید دارند. در زیر چندین مورد از تاثیرگذارترین مدل های برنامه ریزی مشارکتی آورده شده است.

#### برنامه ریزی وکالتی
پل دیویدوف و لیندا دیویدوف، در مقاله تأثیرگذار خود «حمایت و کثرت گرایی در برنامه ریزی »، رویکرد مشارکتی را برای برنامه ریزی به نام «برنامه ریزی وکالتی» پیشنهاد کردند، که در آن برنامه ریزان آموزش دیده مستقیماً با گروه های مختلف مردم در شهر، از جمله جوامع و گروه های ذی‌نفع که کمتر نمایندگی می شوند، کار می کنند تا طرح هایی را طراحی کنند که مطابق با نیازهای خاص آن گروه ها باشد. سپس برنامه ریزان به نمایندگی از این طرح ها در مقابل یک کمیسیون برنامه ریزی مرکزی بحث می کنند.

#### برنامه ریزی تعاملی
جان فریدمن در کتاب خود در سال 1973 با بررسی مجدد آمریکا: تئوری برنامه ریزی متقابل، مدلی از برنامه ریزی تراکنشی را پیشنهاد کرد. برنامه ریزی تعاملی پیشنهاد می کند که برنامه ریزان شهری باید در گفتگوی مستقیم رو در رو با اعضای جامعه که دانش تجربی و فوری از محله خود دارند، شرکت کنند.  تحت برنامه ریزی تعاملی، این گفتگو با اقدام مشترک همراه است، که در آن برنامه ریزان و اعضای جامعه هر کدام در فرآیند طراحی شرکت می کنند.  این مدل بر یادگیری و توسعه افراد و مؤسسات درگیر تأکید دارد تا اهداف برنامه‌ای خاص‌تر.

#### برنامه ریزی رادیکال
استفان گرابو و آلن هسکین در مقاله خود در سال 1973 با عنوان مبانی یک مفهوم رادیکال برنامه ریزی از مدلی حمایت کردند که آن را برنامه ریزی رادیکال می نامند. برنامه ریزی رادیکال مستلزم تغییرات ساختاری گسترده در زمینه برنامه ریزی است. هسکین و گرابو استدلال کردند که تصمیمات برنامه‌ریزی باید به طور گسترده غیرمتمرکز باشد و با جوامع کوچکی که مستقیماً بر آنها تأثیر می‌گذارند ارتباط نزدیک‌تری داشته باشد و برنامه‌ریزان نباید جدا از جوامعی در نظر گرفته شوند که به آنها خدمت می‌کنند. هسکین و گرابو در مقاله خود نوشتند که تحت برنامه ریزی رادیکال «برنامه ریز» یکی از ما یا همه ماست.

#### برنامه ریزی ارتباطی
گروهی از نظریه پردازان برنامه ریزی در دهه های 1980 و 90 از جمله پتسی هیلی و جودیت اینس مدل مشارکتی برنامه ریزی را توسعه دادند که از آن به عنوان برنامه ریزی ارتباطی یاد می کنند. برنامه‌ریزی ارتباطی به شدت از ایده هابرماس در مورد عقلانیت ارتباطی استفاده می‌کند و رویکردی را برای برنامه‌ریزی پیشنهاد می‌کند که در آن ذینفعان مختلف در فرآیند برنامه‌ریزی در گفتگوهای مشورتی شرکت می‌کنند، برای حل تعارض‌ها در ارزش‌ها و اولویت‌های خود کار می‌کنند و به طور جمعی یک طرح اجماع ایجاد می‌کنند.  در این فرآیند، برنامه ریزان برای تسهیل این مشورت و ارائه تخصص فنی در صورت درخواست خدمت می کنند.

## مثال‌ها

### بانک جهانی
رویکرد توسعه جامعه محور مورد حمایت بانک جهانی نمونه ای از برنامه ریزی مشارکتی است.
تعدادی از مثال‌ها، طرح‌های مشارکتی جامعه را با برنامه‌ریزی دولت محلی پیوند می‌دهند. یکی از مثال‌های پرکاربرد، سیاست ملی آفریقای جنوبی در زمینه روش‌شناسی برنامه‌ریزی مبتنی بر جامعه، و نسخه اقتباس‌شده، راهنمای برنامه‌ریزی مشارکتی هماهنگ برای دولت‌های محلی سطح پایین ،  است که سیاست ملی در اوگاندا است. برنامه ریزی مبتنی بر جامعه در کل شهرداری کلانشهری ای تکوینی(eThekwini) در آفریقای جنوبی، از جمله شهر دوربان، اعمال شده است و در شهرداری کلان شهر ای کورهولنی (Ekurhuleni) در حال اجرا است.    برنامه ریزی مبتنی بر جامعه نمونه ای از کاربرد عملی زندگی پایدار است.

### بریتانیا در دهه 1940
پس از بمباران شهرهای بریتانیا در طول جنگ جهانی دوم، حامیان برنامه‌ریزی می‌خواستند از برنامه‌ریزی بازسازی به عنوان راهی برای جلب مشارکت مردم استفاده کنند.  برنامه ریزان خواهان اقتدار بیشتری در نظام سیاسی بودند تا نقش اساسی تری در دموکراسی خود ایفا کند. برنامه ریزان تکنیک های جدیدی را برای "ارتباط با افراد عادی از جمله ترغیب مردم از طریق تبلیغات، سنجش افکار عمومی، برگزاری نمایشگاه ها و آزمایش استراتژی های بصری جدید" ایجاد کردند.  آنها همچنین یک انجمن برای آموزش و پرسش از مردم در مورد برنامه ها و سیاست های مختلف ایجاد کردند. 

### محله اوور راین (Over-the-Rhine) سینسیناتی (Cincinnati)
طرح جامع Over-The-Rhine سینسیناتی در یک فرآیند برنامه ریزی مشارکتی ایجاد شد، اما نظارت مداوم آن بر اجرای آن شکست خورد.  جغرافی دانان با نگاهی به محله اوور راین سینسیناتی، راه های لجستیکی بالقوه ای را برای به دست آوردن «داده های ضروری، ایجاد یک لایه GIS از کاربری زمین برای تجزیه و تحلیل داده ها، به روز رسانی داده ها، و نظارت بر پیشرفت اجرای طرح جامع فرا راین» مشاهده کردند. طرح".  در مورد سینسیناتی، ثابت شده است که برنامه هایی که اجرا نمی شوند، مطابق با نظریه برنامه ریزی مشارکتی نیستند. شکست هایی مانند طرح Over-the-Rhine، پیشرفت بیشتر به سمت هدف و اهداف طرح و همچنین نادیده گرفتن شرکت کنندگان را دشوارتر می کند. 

### مدیریت جنگل‌ها
مدیریت جنگل شامل ذینفعان مختلفی از جمله صاحبان جنگل، مردم محلی، شرکت های گردشگری، کاربری های تفریحی، محافظان خصوصی یا رسمی، یا صنعت جنگل می شود. هر کدام از این احزاب هدف متفاوتی در استفاده از جنگل ها دارند که برنامه ریزی را پیچیده می کند.  رویکردهای مشارکتی و ابزارهای رایانه‌ای مانند سیستم‌های پشتیبانی تصمیم (DSS) برای کمک به تعادل این اولویت‌های متنوع استفاده شده‌اند.  ویژگی های DSS که می تواند به فرآیندهای مشارکتی در زمینه مدیریت جنگل کمک کند عبارت است از: "پشتیبانی تصمیم گروهی، امکان گنجاندن مقادیر دیگری به جز تولید الوار، انعطاف پذیری سیستم برای گنجاندن داده های جنگلی غیر سنتی و گزینه های مدیریت، و ابزارهای تجزیه و تحلیل تصمیم گیری چند معیاره. 

## راه حل هایی برای این چالش
حصول اطمینان از اینکه همه اقشار جامعه قادر به مشارکت هستند یک چالش برای برنامه ریزی مشارکتی است. برخی از رویکردها، مانند برنامه ریزی مبتنی بر جامعه، جامعه را از هم جدا می کند تا معیشت و نتایج مطلوب گروه های اجتماعی مختلف شناسایی شود.
بسیاری از تجربیات مربوط به تأمل و اقدام مشارکتی و برنامه ریزی مشارکتی از عدم پیگیری رنج می برند. تامل و اقدام مشارکتی (PRA) اغلب بخشی از یک سیستم نبوده، بلکه یک فرآیند موقتی است. برنامه ریزی مبتنی بر جامعه سعی کرده است با پیوند دادن برنامه ریزی به سیستم اصلی برنامه ریزی دولت محلی بر این امر غلبه کند.
چالش دیگر ناشی از کمبود بودجه برای اجرای واقعی برنامه ها است که می تواند منجر به خسته شدن از مشارکت و بی انگیزگی در بین جوامع شود. در صندوق های سرمایه گذاری اجتماعی تحت حمایت بانک جهانی، برنامه ریزی مشارکتی اغلب اولین گام است که اغلب به برنامه ریزی زیرساخت ها منجر می شود. در برخی موارد، مانند برنامه ریزی مبتنی بر جامعه در آفریقای جنوبی، مقادیری در حدود  3500 تا 6800 دلار آمریکا برای اجرای فعالیت های ناشی از طرح بخش به هر بخش ارائه می شود. این امر باعث تحریک فعالیت های گسترده تر جامعه می شود.

## سازمان های فعال در برنامه ریزی مشارکتی

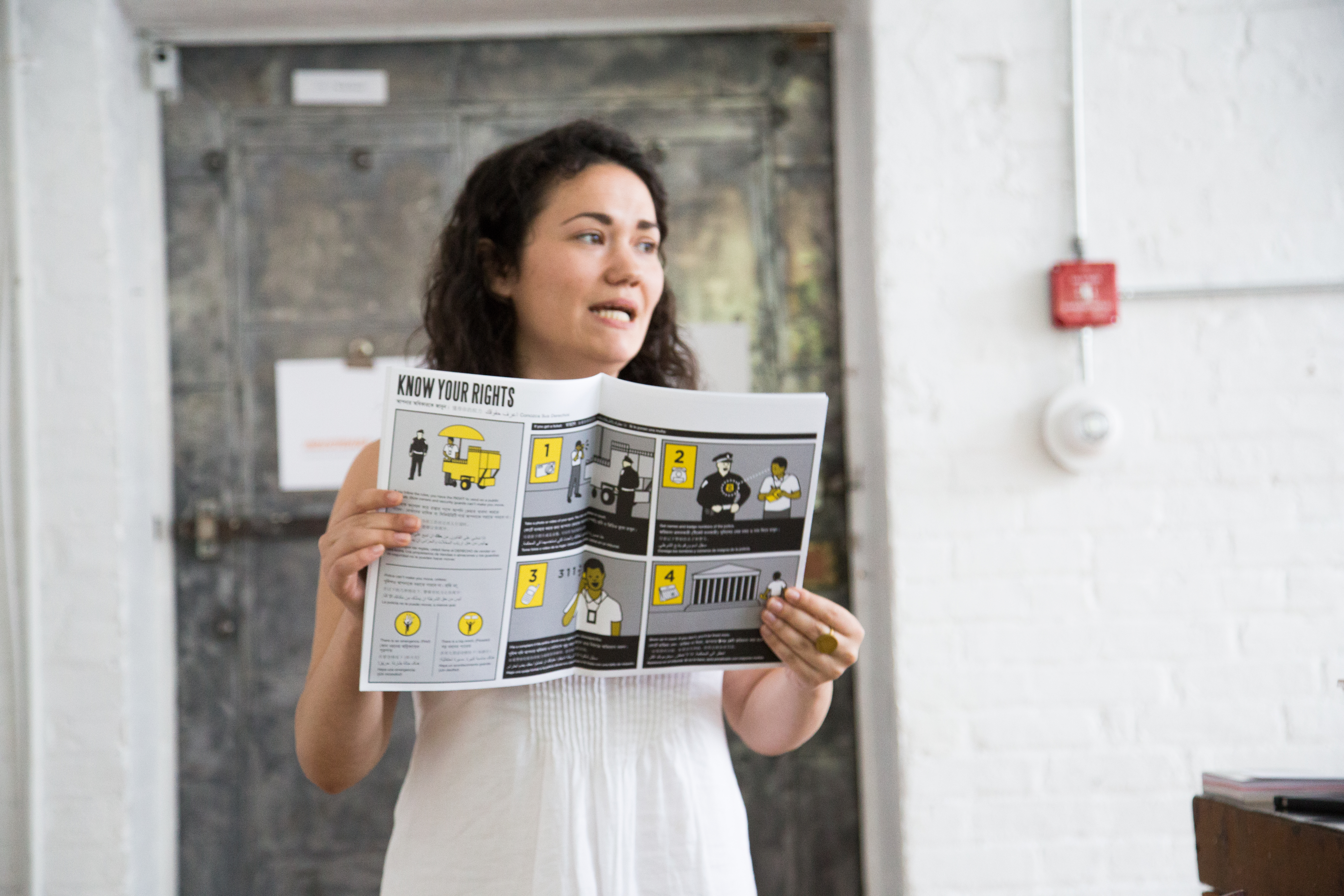
^{اینگرید هافتل درمورد پژوهش‌های مشارکت مدنی خود در اطراف نیویورک مانند فرکینگ، حقوق فروشنده و افزایش اجاره بها در شهر چین صحبت می‌کند}

### مرکز آموزش شهری
مرکز آموزش شهری (CUP) در شهر نیویورک "یک سازمان غیرانتفاعی است که از طراحی و هنر برای بهبود مشارکت مدنی استفاده می کند".  پروژه های CUP با هدف مشارکت دادن افراد بیشتری برای کار روی مسائل سیاست گذاری و برنامه ریزی شهری انجام می شود. CUP درک عمومی از سیستم های برنامه ریزی شهری را افزایش می دهد به طوری که تعداد بیشتری از جامعه درگیر می شوند. "پروژه های CUP همکاری متخصصان هنر و طراحی، مدافعان و سیاست گذاران مبتنی بر جامعه و کارکنان ما هستند"[9]. این اعضای جامعه با هم روی موضوعاتی از سیستم قضایی نوجوانان گرفته تا قانون منطقه‌بندی و دسترسی به غذا کار می‌کنند. CUP این مسائل را در نظر گرفته و آنها را به تفسیرهای بصری و قابل دسترس ساده می کند.  ابزارهای ایجاد شده توسط CUP توسط سازمان‌دهندگان و مربیان شهر نیویورک برای ایجاد جوامع بهتر استفاده می‌شود.